# Bart (Francja)
Bart – miejscowość i gmina we Francji, w regionie Burgundia-Franche-Comté, w departamencie Doubs.
Według danych na rok 1990 gminę zamieszkiwały 2074 osoby, a gęstość zaludnienia wynosiła 540 osób/km² (wśród 1786 gmin Franche-Comté Bart plasuje się na 70. miejscu pod względem liczby ludności, natomiast pod względem powierzchni na miejscu 897.).